# Méry-ès-Bois
Méry-ès-Bois ist eine französische Gemeinde mit 538 Einwohnern (Stand: 1. Januar 2022) im Département Cher in der Region Centre-Val de Loire; sie gehört zum Arrondissement Vierzon und zum Kanton Aubigny-sur-Nère. Die Einwohner werden Clémontois genannt.

## Geographie
Méry-ès-Bois liegt etwa 74 Kilometer südsüdöstlich von Orléans in der Sologne. Umgeben wird Méry-ès-Bois von den Nachbargemeinden Presly im Nordwesten und Norden, La Chapelle-d’Angillon im Nordosten, Ivoy-le-Pré im Osten, Achères im Südosten, Saint-Palais im Südosten und Süden, Saint-Martin-d’Auxigny im Süden, Allogny im Südwesten sowie Neuvy-sur-Barangeon im Westen.

## Bevölkerungsentwicklung
| Jahr                       | 1962 | 1968 | 1975 | 1982 | 1990 | 1999 | 2006 | 2019 |
| Einwohner                  | 785  | 778  | 708  | 637  | 659  | 616  | 603  | 675  |
| Quellen: Cassini und INSEE |      |      |      |      |      |      |      |      |

## Sehenswürdigkeiten
- Kirche Saint-Firmin aus dem 11. Jahrhundert
- Kloster Notre-Dame von Lorroy aus dem 13. Jahrhundert, seit 1971 Monument historique

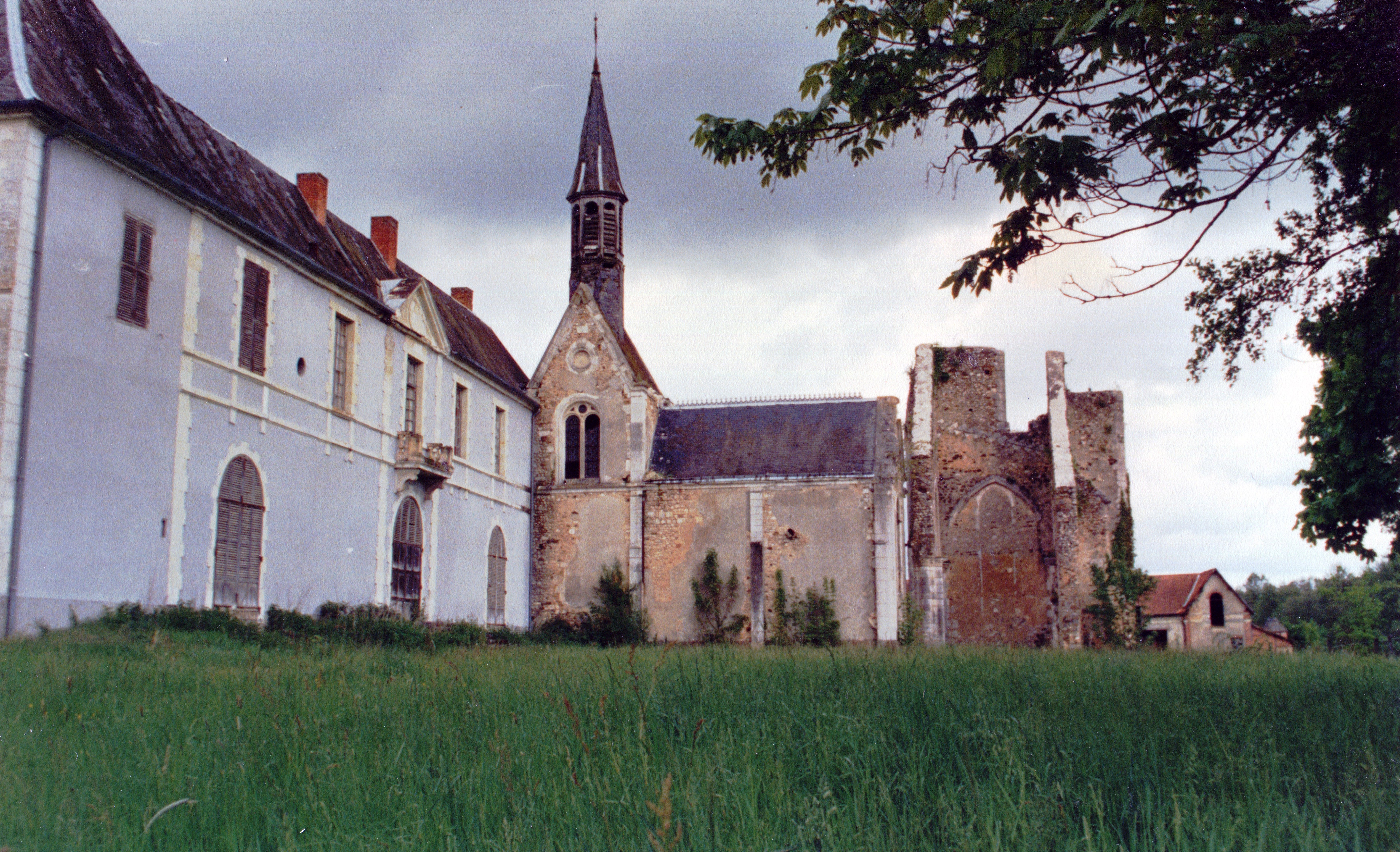
Kloster von Lorroy